# Franz Zobel

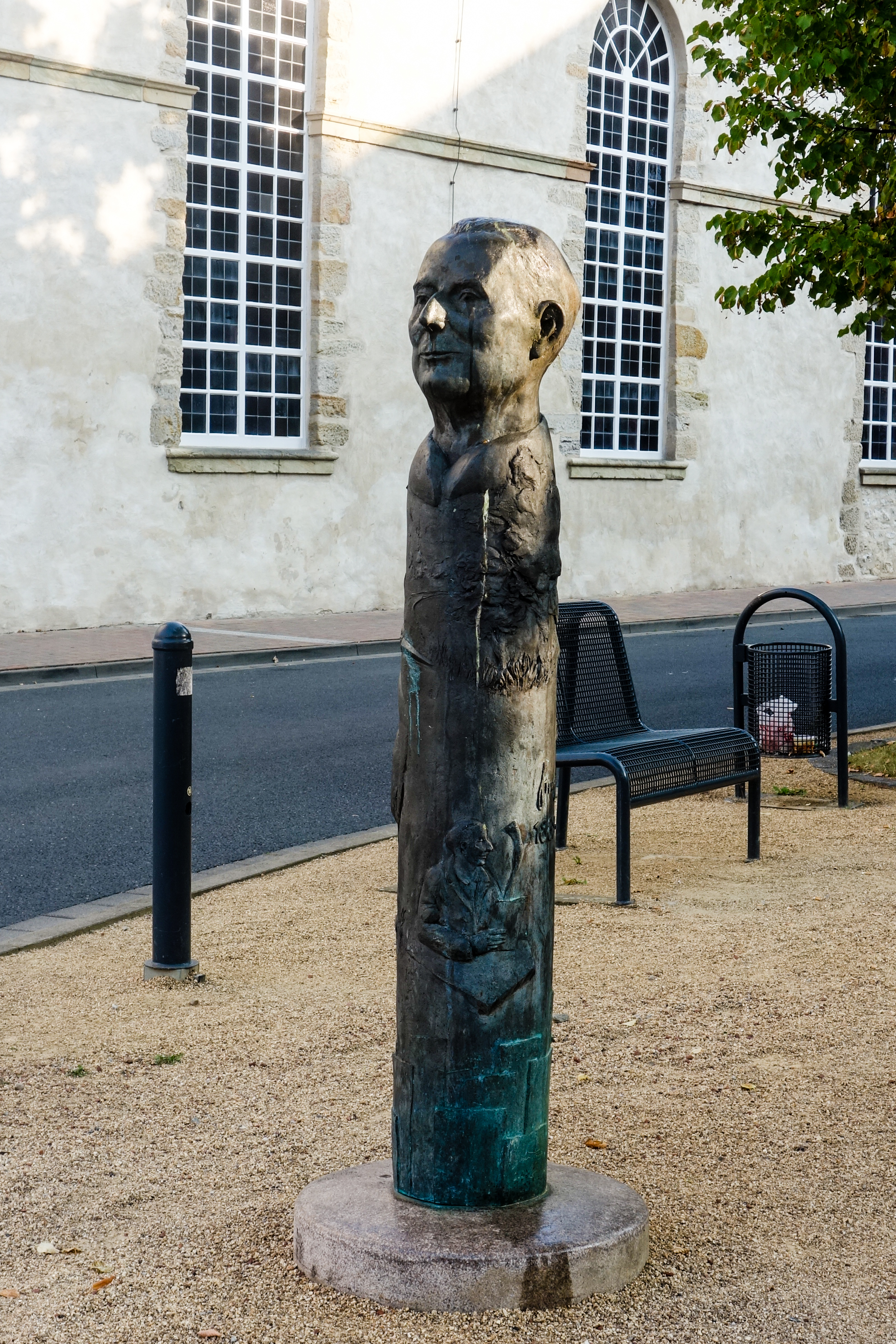
Bronzeskulptur Franz Zobels am Kirchplatz in Salzgitter-Bad. Skulptur der Bildhauerin Sabine Hoppe (* 1961)

Franz Zobel (* 29. Dezember 1889 in Lehrte; † 24. Mai 1963 in Salzgitter) war ein deutscher Stadtschulrat, Kulturdezernent und Heimatforscher. Er war maßgeblich am Aufbau des Städtischen Museums Schloss Salder in Salzgitter beteiligt.

## Leben
Der aus einer Bergmannsfamilie stammende Zobel besuchte die Volks- und Mittelschule in Lehrte. Es folgte von 1904 bis 1907 an der Kgl. Präparandenschule in Diepholz die Ausbildung zum Volksschullehrer. Anschließend besuchte Zobel bis 1910 das Kgl. Lehrerseminar in Northeim. Nach dem 1910 abgelegten Staatsexamen wurde er 1911 als Lehrer an der Altstadtschule in Salzgitter-Bad angestellt. Unterbrochen wurde der Schuldienst durch die Teilnahme am Ersten Weltkrieg im Infanterieregiment Nr. 74. Zobel wurde aufgrund einer im September 1914 erlittenen schweren Kopfverwundung aus dem Wehrdienst entlassen. Er unterrichtete in Salzgitter bis 1947, zuletzt als Rektor. Im Jahre 1948 wurde er vom Rat der Stadt Salzgitter zum Stadtschulrat und Kulturdezernenten gewählt. Er schied im Dezember 1954 aus dem Dienst aus.
Bereits vor seiner Lehrtätigkeit betrieb Zobel heimatkundliche Forschung. Er übernahm die Ehrenämter des Heimatpflegers, des Naturschutzbeauftragten, des Archivpflegers und des Betreuers der Bodenaltertümer für den Landkreis Goslar. Aufgrund seiner Mitgliedschaft in der von ihm 1924 mitbegründeten Freimaurerloge Zur Bruderkette am Salzborn wurden ihm diese Ämter nach 1933 entzogen. Zobel war Initiator und Vorsitzender der Luftfahrtvereinigung Bad Salzgitter und Umgebung und Mitbegründer des Ortsvereins Salzgitter des Bundes der Kriegsbeschädigten. Am 24. Juli 1924 fand unter Zobels Leitung ein „Heimattag“ in Salzgitter statt. Im Jahre 1943 übernahm  er die Ortsheimatpflege für Salzgitter erneut, indem er im Kulturamt der 1942 gegründeten Stadt Salzgitter nebenamtlich für Fragen der Heimatkultur zuständig war. Nach dem Ende des Zweiten Weltkriegs baute Zobel das Kulturleben der jungen Stadt Salzgitter mit auf, indem er kulturelle Vereinigungen initiierte und förderte. Dazu gehörten der 1946 gegründete Kulturkreis, der Verein für Kunst und Wissenschaft und die Orchestervereinigung Salzgitter.

## Gründung des Städtischen Museums Salzgitter

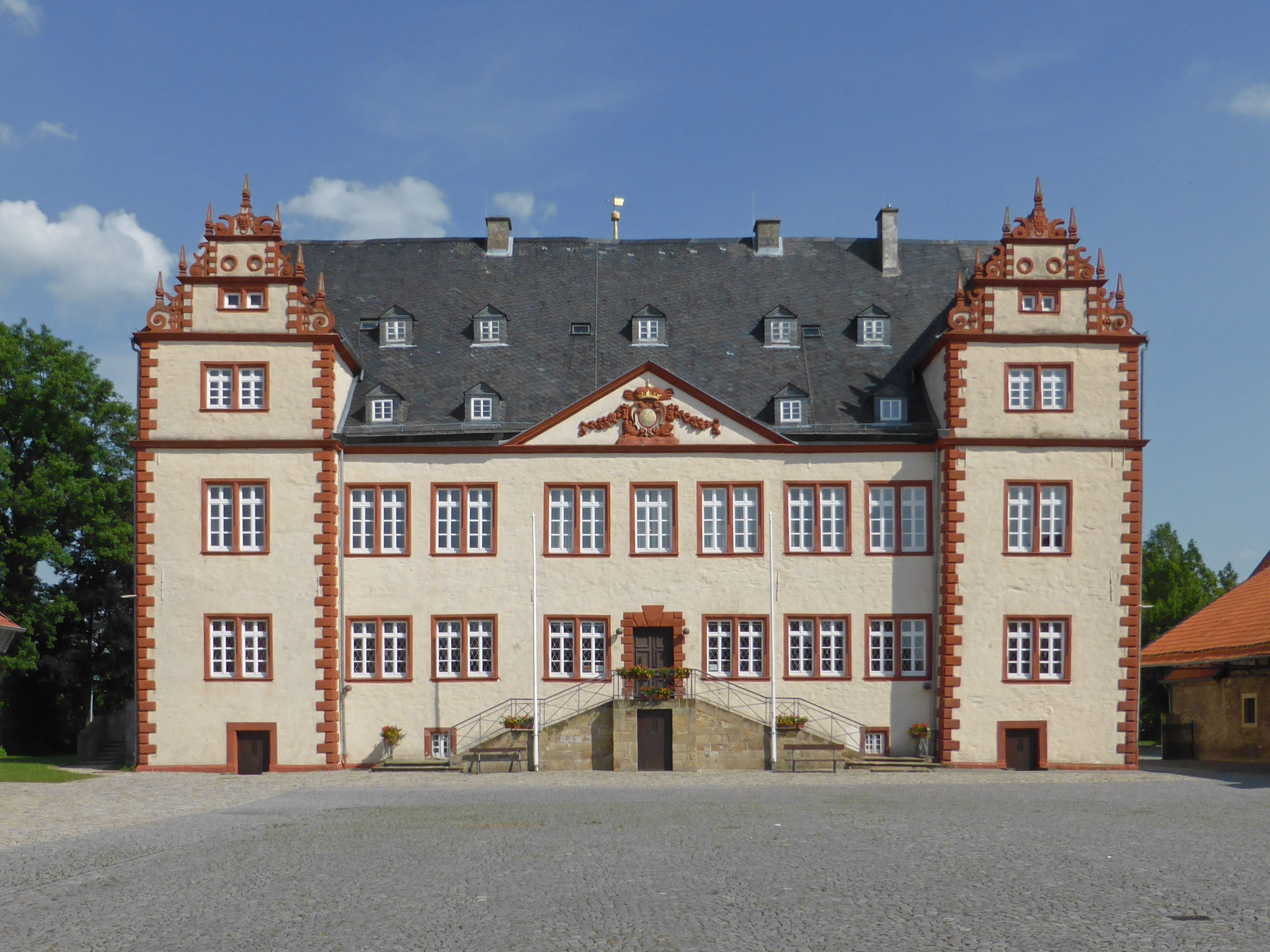
Schloss Salder, Städtisches Museum Salzgitter

Nach dem Erreichen der Altersgrenze wurde Zobel 1955 beauftragt, im Schloss Salder ein städtisches Museum, ein Archiv und eine Heimatbibliothek einzurichten. Er hatte bereits seit den 1920er Jahren volkskundliche und kulturgeschichtliche Bestände zusammengetragen. Das Museum wurde am 14. Dezember 1962 festlich eröffnet. Zobel starb wenige Monate nach der Eröffnung im Mai 1963 in Salzgitter.

## Ehrungen
Zobel wurde 1960 das Bundesverdienstkreuz 1. Klasse durch Verwaltungspräsident Friedrich August Knost überreicht. Nach ihm ist die Franz-Zobel-Straße in Salzgitter benannt. 2006 wurde auf dem Kirchplatz von Salzgitter-Bad eine Bronze-Stele samt überlebensgroßer Büste von Franz Zobel enthüllt.

## Schriften (Auswahl)
Eine Liste von rund 50 heimatkundlichen Publikationen Zobels aus den Jahren 1925 bis 1963 enthält Flechsigs Nachruf. Daneben erschienen 1922 bis 1930 sowie 1946 bis 1963 zahlreiche kleinere Beiträge in den Zeitungsbeilagen Die Brunnenstube und Harz-Heimat, in der Fachzeitschrift Die deutsche Glocke, in der Hannoverschen Schulzeitung und in den Tageszeitungen der Stadt Salzgitter.
- Die Geschichte der Freiherrn von Kniestedt auf Kniestedt. Verlag Carl Witt, Salzgitter 1926.
- Das Heimatbuch des Landkreises Goslar. Goslar 1928.
- Die Sagen des Landkreises Goslar. Goslar 1936.
- Die Stadt Watenstedt-Salzgitter: Eine Übersicht über ihre natürlichen, kulturellen und geschichtlichen Verhältnisse. Salzgitter 1949.
- Die Probleme des Heimatgedankens im Raume der neuen Industriestadt Watenstedt-Salzgitter. Salzgitter 1951.
- Der Ratskeller zu Salzgitter. Appelhans Verlag, Salzgitter 1953.